# José Schavelzon
José "Coco" Schavelzon (Buenos Aires, 5 de febrero de 1918-Buenos Aires, 9 de julio de 2014) fue un médico cirujano oncólogo, profesor de cirugía y psicoanalista argentino especializado en pacientes con cáncer. Creó la psiconcología, a partir de su reflexión sobre la práctica médica y su experiencia de clínica psicoanalítica con pacientes con cáncer. Fotografías y documentos sobre su vida están conservados en la Latin American collection de la Zimmerman Library, Universidad de Nuevo México, Albuquerque, Estados Unidos.

## Trayectoria
En su formación como médico cirujano, especializado en abdómen, tuvo como maestros a los doctores Alejandro J. Pavlovsky y Enrique Viacava. En la psicología y psicoanálisis reconoce las enseñanzas de sus amigos Dr. José Bleger y la Dra. Marie "Mimí" Langer. Al jubilarse tomó la decisión de dejar la cirugía para dedicarse enteramente a la clínica y la investigación en psicoanálisis, desde donde desarrolla el campo de la psiconcología.
José Schavelzon fue miembro honorario extraordinario de la Asociación Médica Argentina (AMA); también presidente honorario de la Sociedad Argentina de Medicina Psicosomática. Creó el Comité de Psico–Oncología de la Asociación Médica Argentina, en 2001, que presidió por varios años. Fue presidente del Capítulo de Psiconcología de la Asociación de Psiquiatras Argentinos (APSA), creado en el 2001. Entre otros reconocimientos fue distinguido con el título de "Maestro de la Medicina", designado por la Asociación Latinoamericana de Medicina. Fue miembro de asociaciones científicas de Estados Unidos de América, Francia, Alemania y Brasil. Existe un premio nacional al mejor estudio sobre psiconcología que lleva su nombre, entregado por la Asociación Médica Argentina y con décima edición en 2023.
En la Universidad de Buenos Aires fue concursado como profesor de cirugía. Fue también Jefe de Departamento de Cirugía y Clínica Oncológica del Instituto Municipal de Radiología y Fisioterapia (desde 1991 con el nombre de Hospital de Oncología "Marie Curie").
En un artículo del diario Clarín se cita correspondencia del Dr. Schavelzon con Anna Freud, la hija menor de Sigmund Freud acerca de la enfermedad de su padre. En sus libros Freud, Un paciente con Cáncer, de 1983 y Psique: Cancerología, de 1992, José Schavelzon demuestra al analizar los estudios anátomo-patológicos que a la enfermedad del padre del psicoanálisis no era cancerígena sino un pólipo mal extraído en sus numerosas cirugías. En sus libros sobre psiconcología desarrolló una crítica al tratamiento tradicional del cáncer y destaca la importancia de decir la verdad a los pacientes, así como  proponer un abordaje que incorpore a los familiares del paciente con cáncer; instituyó la inclusión de psicólogos en los hospitales de enfermos terminales. En entrevista de 2005 José Schavelzon reflexiona sobre el tratamiento médico de cáncer y la necesidad de buscar herramientas para explicar lo que desde la técnica médica no obtenía respuestas. Estas reflexiones lo llevaron a pensar en un abordaje de la enfermedad desde la psicología, ya en la década de 1950.
José Schavelzon tuvo participación en los Congresos Internacional del Cancer,  incluyendo el  importante congreso XII, de 1978, del que fue secretario.
Junto a sus primos Eduardo y Alberto Schavelzon, José dirigió el Instituto de Clínica Médica y Cirugía fundado en 1929 por su padre Simón Schavelzon y su tío Salomón. Miembros de una familia de origen judío proveniente de Minsk (Rusia) y Jerson (Ucrania), los dos hermanos fundadores del Instituto llegaron a la Argentina en 1905 con sus padres Aisik Schavelzon y Adela Kantarovik. El Instituto fue posiblemente el primer centro médico del continente Americano que usó el sistema de asistencia prepaga.

## Matrimonio y descendencia
Casado con Rosa Esther Chavín (9 de agosto de 1916, Buenos Aires - ), tuvo tres hijos: el editor y agente literario Guillermo Schavelzon, el arquitecto y arqueólogo Daniel Schávelzon y el cirujano plástico Diego Schavelzon; además de seis nietos y seis bisnietos.

## Obras
- 2004. Psiconcología. Principios Teóricos y Praxis para el Siglo XXI. Ed. Letra Viva, Buenos Aires (Premio Fundación para el Estudio de las Enfermedades Neoplásticas, Asociación Médica Argentina).
- 1992. Psique. Cancerología. Ed. Científica Interamericana, Buenos Aires.
- 1983. Freud, Un Paciente con Cáncer. Ed. Paidos, Buenos Aires.
- 1978. Cáncer. Enfoque Psicológico. Editorial Galerna, Buenos Aires. (junto a colaboradores)
- 1965. Schavelzon; J. Bleger; L. Bleger; Luchina; Langer. Psicologia y Câncer. Buenos Aires, Ed. Hormé-Paidos.
- 1961. Shock Quirúrgico. El Ateneo, Buenos Aires.